# Oestomantis bacillaris
Oestomantis bacillaris es una especie de mantis de la familia Toxoderidae.

## Distribución geográfica
Se encuentra en Java (Indonesia).